# The Killing Time
The Killing Time ist ein amerikanischer Thriller von Regisseur Rick King aus dem Jahr 1987.

## Handlung
Ein Psychopath ermordet einen Mann namens Brian, der in der US-Kleinstadt Santa Alba der neue Hilfssheriff werden soll. Er nimmt die Identität des Mannes an und bekommt den Job.
Der Hilfssheriff Sam Wayburn will Jake Winslow ermorden, den brutalen Ehemann seiner Geliebten Laura. Dieser hat seine Frau vergewaltigt und versucht sie wegen einer Lebensversicherung umzubringen. Beim geplanten Mord soll Sams neuer Kollege Brian als Sündenbock dienen, indem sie bei der Tat dessen Waffe benutzen wollen. Doch dieser durchschaut den Plan und erschießt im Gegenzug Jake mit Sams Waffe. 
Unterdessen hat Sheriff Carl Cunningham vom Tod des echten Brian erfahren. Als es zwischen Sam und Brian zur Konfrontation kommt, wird letzterer von Cunningham erschossen. Sam tritt aus dem Polizeidienst aus und verlässt mit Laura die Stadt.

## Kritiken
- Rita Kempley schrieb in der Washington Post (24. Oktober 1987), die Regie sei armselig. Der Film sei eine Fülle von sinnlosen Szenen. Der sympathische Beau Bridges wirke als Mörder nicht glaubwürdig. Camelia Kath wirke als ob sie in einer Fernsehshow spielen würde.[1]

## Sonstiges
Gedreht wurde ab September 1986 in Los Angeles und Mendocino. Für Camelia Kath, Darstellerin der Laura, war es die erste größere Filmrolle und sollte zugleich die letzte bleiben. Dafür lernte sie am Set Kiefer Sutherland kennen, den sie im nächsten Jahr heiratete.
Der Thriller brachte in den US-Kinos etwas mehr als eine halbe Million Dollar ein.